# Cephalelus daviesi
Cephalelus daviesi är en insektsart som beskrevs av Davies 1988. Cephalelus daviesi ingår i släktet Cephalelus och familjen dvärgstritar. Inga underarter finns listade i Catalogue of Life.